# Flotta, Orkneyöarna
Flotta är en ö i Storbritannien.   Den ligger i kommunen Orkneyöarna och riksdelen Skottland, i den norra delen av landet, 800 km norr om huvudstaden London. Arean är 8,8 kvadratkilometer.
Terrängen på Flotta är platt. Öns högsta punkt är 57 meter över havet. Den sträcker sig 4,1 kilometer i nord-sydlig riktning, och 4,8 kilometer i öst-västlig riktning.